# Dryopes
Selon la mythologie grecque, les Dryopes (grec ancien : Δρύοπες / Drýopes) étaient un peuple pélasgique venu de l'Arcadie en Thessalie. Ils se fixèrent à une époque reculée sur les bords du Haut-Céphise et au sud du mont Œta (« Dryopide »), d'où ils étendirent leurs ravages dans les environs. 
Héraclès les chassa de ce pays, qui reçut alors les Doriens et prit le nom de Doride. Les Dryopes se dispersèrent et allèrent, les uns en Argolide où ils élevèrent Asinè, les autres en Eubée où ils fondèrent Carystos ; quelques-uns passèrent en Asie mineure, avec des émigrants athéniens et ioniens, et s'établirent près de Cyzique; quelques-uns même abordèrent dans l'île de Chypre. Ces récits mythologiques ne sont peut-être pas d'une grande précision historique, mais démontrent que les migrations des Achéens, des Ioniens et des Doriens en Hellade et leurs rapports avec leurs prédécesseurs Pélasges furent complexes, tout comme la colonisation grecque qui s'ensuivit.

## Source
Cet article comprend des extraits du Dictionnaire Bouillet. Il est possible de supprimer cette indication, si le texte reflète le savoir actuel sur ce thème, si les sources sont citées, s'il satisfait aux exigences linguistiques actuelles et s'il ne contient pas de propos qui vont à l'encontre des règles de neutralité de Wikipédia.
- Denise Fourgous, « Les Dryopes: peuple sauvage ou divin? », Mètis. Anthropologie des mondes grecs anciens, vol. 4, no 1,‎ 1989, p. 5–32 (lire en ligne)